# Polyuri
Polyuri är ett medicinskt tillstånd som innebär att urinmängden är onormalt stor. Om polyurin innefattar ett ökat behov av vattenkastning kallas tillståndet diuresi. Polyuri uppträder ofta tillsammans med polydipsi, en onormalt stor törst.
Psykogen polyuri är en särskild form, som avser polyuri som uppstår till exempel till följd av psykogen polydipsi eller somatoform autonom dysfunktion.

## Definition
Normal urinmängd för människor brukar vara omkring en till två liter per dygn. För att definieras som polyuri krävs som regel att urinmängden i hög grad överskrider detta, med gränsvärden på omkring 2,5 liter per dygn.
Till följd av polyurin uppkommer andra symptom som huvudvärk, uttorkning, viktminskning, polydipsi, nykturi och hyponatremi.

## Orsaker
De tre vanligaste orsakerna till polyuri är ett alltför stort intag av vatten, alkohol och diabetes. Polyuri är därtill en tämligen vanlig biverkning till flera läkemedel och är normalt vid intag av vätskedrivande medel. Det kan också vara ett tecken på att njurarna inte fungerar som de ska, på hyperkalcemi, Cushings syndrom, giftstruma, sickelcellanemi, hypokalemi eller diabetes insipidus. Psykogen polyuri kan förekomma till exempel vid somatoform autonom dysfunktion.

## Komplikationer
Om för mycket vätska lämnar kroppen störs kroppens osmoreglering och utsöndringens organ utsätts för påfrestning. Om polyurin beror på ökat vätskeintag som vid vattenförgiftning, kan det ge hyponatremi och i riktigt svåra fall leda till döden.